# غرهام ديفيز
غرهام ديفيز (بالإنجليزية: Grahame Davies)‏ هو كاتب وشاعر بريطاني، ولد في 1964 في Coedpoeth ‏ في المملكة المتحدة.

## وصلات خارجية
- غراهام دافيس على موقع ميوزك برينز (الإنجليزية)